# Luneta 46

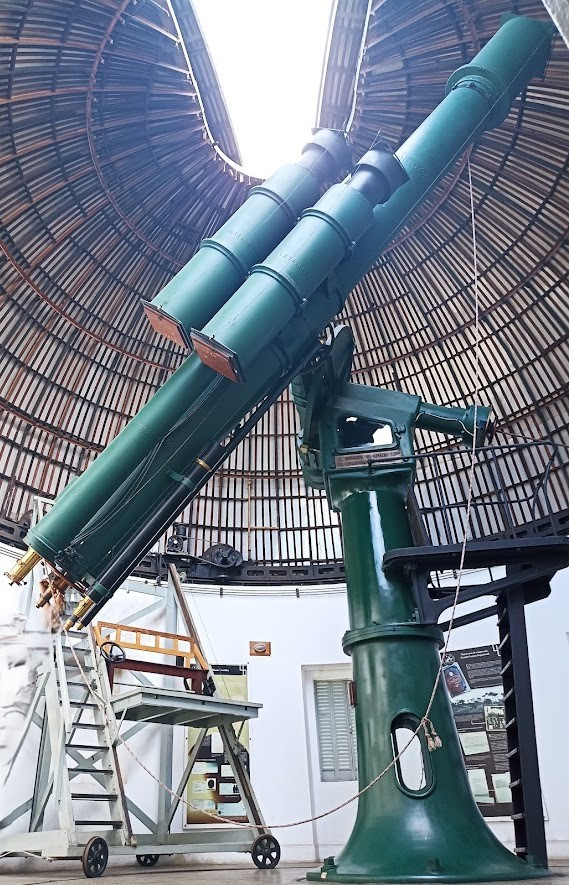
Luneta 46

A Luneta 46, ou Luneta Equatorial de 46 cm, é o maior telescópio refrator do Brasil. É composta por três lunetas: a principal, com lente objetiva de 45,72 cm de diâmetro, característica responsável pelo nome do qual é conhecida; a guia das câmeras astrofotográficas, com lente objetiva de 24 cm de diâmetro; e a procuradora, com lente objetiva de 10 cm de diâmetro. 

## História
A Luneta 46 foi encomendada em setembro de 1911 por Henrique Morize, diretor do Observatório Nacional na época. O instrumento foi fabricado pela empresa T. Cooke & Sons, com sede em York, na Inglaterra. A compra foi motivada principalmente pela necessidade de melhores instrumentos desse tipo para que o Observatório não ficasse muito atrasado em relação à observatórios internacionais, principalmente os da América Latina. O instrumento era destinado para realizar trabalhos em Astronomia e Astrometria. 

De acordo com Henrique Morize, a Luneta 46
"possui um poder óptico correspondente ao máximo compatível com o clima de nossa Capital, e não poderia ser utilmente ultrapassado por outro mais poderoso, a não ser que se o removesse para um céu mais límpido e calmo, isto é, distante da Capital"
Por conta de defeitos que surgiram durante sua fabricação e à Primeira Guerra Mundial, a entrega do instrumento ao Observatório Nacional atrasou em 10 anos. Um ano antes do instrumento chegar ao Brasil, foi finalizada a construção do pavilhão destinado a abrigá-la, que possui aproximadamente 10 metros de diâmetro. A instalação do instrumento em seu abrigo foi completamente concluída em 1922, ano da inauguração da nova sede do Observatório Nacional no Morro de São Januário, no Rio de Janeiro.

## Produção científica
A Luneta 46 foi utilizada para observar e registrar vários objetos e fenômenos celestes: asteroides, cometas (entre eles, o Halley), satélites naturais, eclipses, planetas, campos e aglomerados estelares e estrelas. 
Entre 1924 e 1934, o instrumento foi utilizado em um projeto internacional, em cooperação com o Observatório de Johanesburgo, na África do Sul, para observação micrométrica de estrelas duplas. 
Entre 1930 e 1951, devido a problemas internos do Observatório Nacional, o uso do instrumento foi interrompido, voltando a ser utilizado em 1958, após uma revisão. Contudo, na década de 1980 a Luneta 46 oficialmente deixou de ser utilizada com finalidades científicas, devido à poluição luminosa e atmosférica do bairro de São Cristóvão. 

## Popularização da Ciência
A partir da década de 1990, após de deixar de ser utilizada para produção científica, a Luneta 46 passou a ser usada em ações de Popularização da Ciência organizadas pelo Observatório Nacional e pelo Museu de Astronomia e Ciências Afins. Foi usada em eventos tais como a Semana Nacional de Ciência e Tecnologia, o Evento Turismo Cultural e a Semana da Astronomia. 

## Curiosidades
- Albert Einstein visitou o instrumento quando veio ao Brasil, em 1925. [8]